# Buckinghamia ferruginiflora
Buckinghamia ferruginiflora är en tvåhjärtbladig växtart som beskrevs av D.B. Foreman & B.P.M. Hyland. Buckinghamia ferruginiflora ingår i släktet Buckinghamia och familjen Proteaceae. Inga underarter finns listade i Catalogue of Life.